# Contea di Nacogdoches
La contea di Nacogdoches in inglese Nacogdoches County è una contea dello Stato del Texas, negli Stati Uniti. La popolazione al censimento del 2010 era di 64 524 abitanti. Il capoluogo di contea è Nacogdoches. La contea è stata creata nel 1826 come municipalità del Messico ed organizzata come contea texana nel 1837.

## Geografia fisica
| Anno | Popolazione | ±%     |
| ---- | ----------- | ------ |
| 1850 | 5,193       | Note:  |
| 1860 | 8,292       | 59.7%  |
| 1870 | 9,614       | 15.9%  |
| 1880 | 11,590      | 20.6%  |
| 1890 | 15,984      | 37.9%  |
| 1900 | 24,663      | 54.3%  |
| 1910 | 27,406      | 11.1%  |
| 1920 | 28,457      | 3.8%   |
| 1930 | 30,290      | 6.4%   |
| 1940 | 35,392      | 16.8%  |
| 1950 | 30,326      | −14.3% |
| 1960 | 28,046      | −7.5%  |
| 1970 | 36,362      | 29.7%  |
| 1980 | 46,786      | 28.7%  |
| 1990 | 54,753      | 17.0%  |
| 2000 | 59,203      | 8.1%   |
| 2010 | 64,524      | 9.0%   |

Secondo l'Ufficio del censimento degli Stati Uniti d'America la contea ha un'area totale di 981 miglia quadrate (2540 km²), di cui 947 miglia quadrate (2450 km²) sono terra, mentre 35 miglia quadrate (91 km², corrispondenti al 3,5% del territorio) sono costituiti dall'acqua.

### Contee adiacenti
- Rusk County (nord)
- Shelby County (nord-est)
- San Augustine County (sud-est)
- Angelina County (sud)
- Cherokee County (ovest)

### Aree nazionali protette
- Angelina National Forest

## Infrastrutture e trasporti

### Bus
L'azienda di trasporto passeggeri statunitense Greyhound Lines è presente anche nella contea di Nacogdoches.

### Strade principali
- U.S. Highway 59
- Interstate 69 (in costruzione)
- U.S. Highway 259
- State Highway 7
- State Highway 21
- State Highway 103
- State Highway 204
- Farm to Market Road 95
- Farm to Market Road 225
- Farm to Market Road 226